# 封閉類時曲線
在一勞侖茲流形中，一條封閉類時曲線（closed timelike curve，CTC）是一物質粒子於時空中的一種世界線，其為「封閉」，亦即會返回起始點。這種可能性是由威廉·范·斯托克姆於1937年以及庫爾特·哥德爾於1949年開啟研究風潮。若CTC存在，則時間機器理論上似乎可行，如此也引出了祖父悖論（grandfather paradox）的夢魘。CTC與參考系拖曳（frame dragging）以及提普勒柱體（Tipler Cylinder）有關，是廣義相對論帶來的眾多有趣的「副作用」其中一者。

## 光錐

下方光錐是平直時空中典型的光錐模樣——所有包含在光錐裡的時空座標具有較遲的時間。上方光錐不僅是於同時間點包含了其他空間位置，它也不包含未來時間的x=0，而包含了早先的時間。

當在廣義相對論中討論一系統的演進，或將討論限定在閔可夫斯基時空，物理學家常提及「光錐」。一個光錐表示一給定現在狀態的物體未來任何可能的演進，或給定現在位置之下，未來任何可能的位置。一個物體的未來可能位置受限於該物體能移動的速度，最快只能到光速。舉例而言，一個物體於時間{\displaystyle t_{0}}位於位置{\displaystyle p}，於時間{\displaystyle t_{1}}時，僅能移動到{\displaystyle c(t_{1}-t_{0})}之內的位置。

## 廣義相對論
有些愛因斯坦場方程式「局域上」無可異議的精確解含有CTC，其中幾個最重要的解包括有：
- 克爾真空(Kerr vacuum)（不帶電荷、磁荷的旋轉黑洞模型）
- van Stockum塵（具有柱狀對稱之宇宙塵模型）
- 哥德爾Λ塵(Gödel lambdadust)（精選宇宙常數項的宇宙塵模形）
- 提普勒柱體（含有CTC的柱狀對稱度規）
- 约翰·理查德·戈特提出了利用宇宙弦製造CTC的機制。

這些例子中的幾個如同提普勒柱體，相當複雜而不自然，但克爾解的「外面」部份則被認為某種程度上是一般性的，所以一旦得知其「內部」含有CTC，則令人相當不安。

## 外部連結
- A Primer on Time Travel -(backup in the Internet Archive)